# Woody Allen
Woody Allen (født Allan Stewart Königsberg 30. november 1935) er en amerikansk filminstruktør, forfatter og skuespiller.
Han er en klassisk auteur, som selv skriver og instruerer sine film og ofte spiller med i dem. Hans filmkarakter er ofte en kunstner eller på anden vis en figur med et kreativ arbejde og med tilknytning til det intellektuelle miljø – i flere tilfælde med nervøse og delvist neurotiske træk. Woody Allen har haft en lang karriere, siden han som teenager begyndte at skrive materiale til datidens standupkomikere. Woody Allen fik selv ganske stor succes som standupkomiker og var ved flere lejligheder gæstevært i Johnny Carsons "Tonight Show".
Woody Allens første spæde tiltag i filmens verden var at skrive et amerikansk manuskript til en asiatisk kung-fu-film. Filmen endte med at hedde What's Up, Tiger Lilly? (1966), og den er nærmest at betegne som en pastiche over klassiske kung-fu-film. Imidlertid fik hans karriere først for alvor fat, da han var i 40'erne og instruerede nogle af sine første hovedværker, f.eks. Annie Hall og Manhattan. Woody Allens film har ikke mindst været kendt for deres humoristiske kvaliteter, men udover at Allen har lavet adskillige seriøse, 'ikke-morsomme' film siden Rene linier (1978), har det 'alvorlige' og hans bemærkelsesværdige livindsigt altid været et kendetegn for hans produktion. Film som September (1987) og En anden kvinde (1988) er ud over førnævnte Rene linier alvorlige film med eksistentielle problemstillinger som omdrejningspunkt.
Mange af Allens værker bærer præg af hans fascination af europæisk film og kultur; f.eks. er hans Stardust Memories (1980) en pastiche over Fellinis 8½, og i Celebrity (1998) parafraserer han Det søde liv. Der er referencer til både Buñuel og Bergman i f.eks. En anden kvinde, og den tidlige Kærlighed og død er en hyldest til russisk 1800-tals litteratur.
Af Allens hovedværker kan nævnes film som Mig og Annie (1977), Manhattan (1979), Hannah og hendes søstre (1986), Små og store synder (1989), Mænd og koner (1992), Celebrity (1998), Match Point (2005) samt Vicky Cristina Barcelona (2008).
Woody Allen er en ualmindelig produktiv instruktør og har stort set produceret en film om året siden slutningen af 1970'erne.
Den 1. februar 2014 blev Allen anklaget for at have seksuelt misbrugt sin adoptivdatter Dylan Farrow i et åbent brev, som hun udgav i The New York Times. Han afviser dog disse anklager.

## Tidligt liv
Allen er født i New York City i en jødisk familie af østrigsk og russisk herkomst. Hans forældre, Martin Königsberg (født 25. december 1900 i New York; død 13. januar 2001) og Netty Cherrie (født 1908 i New York; død januar, 2002), og hans søster, Letty (født 1943), boede i Flatbush, Brooklyn. Han gik i jødisk søndagsskole i 8 år. På grund af sit røde hår, fik han øgenavnet "Røde" ("Red"), og han var kendt for at kunne imponere de andre elever med sit særlige talent for kort- og trylletricks. Han lider også af mange fobier (efter eget udsagn) bl.a. klaustrofobi (angst for lukkede rum), cynofobi (angst for hunde), akrofobi (angst for højder), carcinofobi (angst for at få kræft), enochlofobi (angst for store menneskemængder), cromofobi (angst for stærke farver) og entomofobi (angst for insekter).
For at tjene penge begyndte han at skrive vittigheder til agenten David O. Alber, der solgte dem til journalister. Efter sigende skulle Allens første offentliggjorte vittighed være "I am at two with Nature." Da han var seksten år, begyndte han at skrive for stjerner som Sid Caesar og begyndte samtidig at kalde sig selv Woody Allen.

## College
Efter high school, gik han på New York University, hvor han studerede kommunikation og film, men han droppede ud pga. dårlige karakterer. Han gik senere kortvarigt på City College of New York.

## Komedieforfatter
Som nittenårig begyndte han at skrive manuskripter til tv-shows som: The Ed Sullivan Show, The Tonight Show og Your Show of Shows. I 1957 vandt han sin første Emmy Award.